# Pagan Peverel
Pagan Peverel, también Pain de Peverell y Payne Peverel (Capelle-les-Grands, c. 1060-Londres, c. 1133) fue un noble caballero anglonormando, señor de Bourn en Cambridgeshire, barón de Whittington, Shefford y Salop, y abanderado del duque Robert Curthose en Tierra Santa, durante la Primera Cruzada. A su regreso en 1105 recibió la baronía de Shefford (Berkshire) en Inglaterra de manos de Enrique I de Inglaterra, y se convirtió en benefactor del priorato de Barnwell. Era hijo de Ranulfo Peverel, barón de Hatfield (c. 1030-1072) y de Maud de Ingelric (c. 1033-1083) una hija de Ingelric el Sajón.
Liber Memorandum Ecclesie de Barnewelle le describe como miembro de la casa real, soldado excepcional y gran conocedor de asuntos militares por encima de cualquier otro señor feudal. Como benefactor de Barnwell, en 1112 trasladó monjes benedictinos de Cambridge a su abadía, dotándoles generosamente de todo lo necesario y entregando «reliquias muy auténticas y preciosas engastadas en oro y topacio que había adquirido en la expedición a Antioquía con el duque Roberto mientras desempeñaba el cargo de portaestandarte».
Las crónicas de la Primera Cruzada no lo mencionan. Fue ignorado por Fulquerio de Chartres y los cantares de gesta, ni siquiera Alberto de Aix, quien menciona a muchos otros líderes menores. Sin embargo, menciona los nombres de dos abanderados de Roberto de Normandía: Roger de Barneville (m. 1098) y Everhard de Puisat. Roger alcanzó cierta importancia en la disposición de las tropas durante el asedio de Antioquía y murió allí de forma trágica. Es posible que Pagan Peverel ocupara su lugar («Liber dum signiferi vicem gereret» del Liber Memorandum permitiría esta interpretación).
Pagan probablemente recibió sus recompensas en Inglaterra más por sus vínculos familiares y lealtad a la Corona que por sus méritos militares en las cruzadas. El historiador C.W. Hollister menciona a su hermano mayor (o medio hermano) William Peverell el Viejo de Nottingham como uno de los diez principales curiales laicos de Guillermo Rufus vivos en 1100, y continúa describiéndolos como típicamente hombres de mediana riqueza, funcionarios, a los que se sumaba «un grupo heterogéneo de jóvenes caballeros de origen modesto». Sería natural que Pagan fuera recibido en la corte en 1100 como uno de este último grupo, ya que la lealtad de su padre y hermanos a Guillermo el Conquistador y Guillermo Rufus contrarrestaba ampliamente cualquier sospecha que pudiera atribuirse a él como compañero del duque Roberto en la Primera Cruzada.

## Milagros de San Ivo
En 1110 Pagan Peverel fue protagonista de una disputa con la abadía de Ramsey, reivindicando los pueblos de Stow y Gretton por derecho propio. El asunto llegó hasta el rey Enrique I que ordenó un juicio público. Según la leyenda, Milagros de San Ivo, con la ayuda de la «gracia divina» (la intercesión de los santos Benito e Ivo), se decretó que, en un juicio justo, las propiedades en cuestión quedaban bajo la autoridad y el poder de la iglesia de Ramsey. los que apoyaron a Pagan, al oír esto, se retiraron rápido y desordenadamente. Sin embargo, el abad regresó satisfecho con los hermanos a la abadía. Y para que la injusticia infligida por los demás fuera más evidente, hubo «milagros divinos» como señal por su afrenta. Ese mismo día, antes de que Pagan llegara a su alojamiento, el caballo que montaba se resbaló y cayó tres veces al suelo. Un halcón que sostenía se le escapó de la mano y huyó hacia el bosque, para no regresar jamás. El caballo del sacerdote que viajaba con él también resbaló y cayó, aunque el sacerdote salió ileso, el caballo se partió el cuello y expiró. También estaba el mayordomo de Pagan, llamado Roberto, quien recibió el castigo más merecido, pues, como el más fiel a su señor, había dado su aprobación y apoyo a la reivindicación del caballero. En la Crónica de Ramsey hay una copia del escrito, fechada en 1109, que añade los nombres de los dos pueblos: Stowe y Gretton. El Libro Domesday confirma que estaban en manos de la Abadía de Ramsey en 1086. La historia de Pagan Peverel es interesante, entonces, en el contexto de los milagros, por ser una de las pocas que tratan de personajes y lugares verificablemente auténticos.

## Herencia
Se casó con Elise de Lascelles, una hija de Picot de Cambridge. Fruto de esa relación nacieron varios hijos:
- Melette [Maud] Peverell (c. 1075-1178), heredera de la baronía de Whittington. Esposa de Guy Warin de Metz, (apodado el Atrevido, c. 1079-1115);
- Robert Peverell (c. 1080-1118);
- Hamo Peverell (c. 1110-?);[8]
- Emma de Peverell (c. 1070-1130). Esposa de Hugo de Maminot (c. 1043-1129), un hijo de Gilbert de Magminot.